# Aleksandr Jemieljanienko
Aleksandr Władimirowicz Jemieljanienko (ros. Александр Владимирович Емельяненко; ur. 2 sierpnia 1981) – rosyjski sambista i zawodnik mieszanych sztuk walki (MMA) wagi ciężkiej. Trzykrotny mistrz świata w sambo bojowym.

## Kariera sportowa

### Sambo
Pierwszy kontakt ze sportami walki miał będąc jeszcze w szkole podstawowej, gdy w 1988 rozpoczął trenować judo. Następnie w ślad za swoim starszym bratem, Fiodorem podjął również treningi sambo. W 1999 odniósł pierwszy poważny sukces, zostając w Sofii mistrzem Europy w sambo bojowym. W 2002, 2003 i 2006 został również mistrzem świata w sambo bojowym w kat. +100 kg. W 2010 zdobył w Pekinie srebrny medal 1. Igrzysk Sportów Walki SportAccord w sambo w kat. +100 kg.

### Mieszane sztuki walki
Profesjonalny debiut w MMA zanotował w 2003, walcząc dla prestiżowej japońskiej organizacji PRIDE FC. W ciągu 4 lat stoczył tam 8 walk (bilans 6-2-0), wygrywając m.in. z Pawłem Nastulą czy Siergiejem Charitonowem. Po rozwiązaniu PRIDE FC związał się z rosyjską organizacją M-1 Global. Od tego czasu występuje głównie na terenie Rosji.
Od przegranej z Fabricio Werdumem w listopadzie 2006 do grudnia 2010 był niepokonany, wygrywając 8 walk z rzędu przed czasem. Passę przerwała dopiero niespodziewana porażka przez TKO z niżej notowanym Peterem Grahamem podczas gali Draka 5 w Chabarowsku. 12 listopada 2011 na gali M-1 Challenge 28 nieoczekiwanie przegrał przez nokaut w 23 sekundzie pojedynku z Rosjaninem dagestańskiego pochodzenia Magomiedem Malikowem. 6 czerwca 2012 pokonał przez TKO (przerwanie przez lekarza) wracającego po ponad 2 latach przerwy od startów w MMA Ibragima Magomiedowa na gali M-1 Challenge 33.
30 września na kolejnej gali M-1, pokonał łotewskiego kick-boksera Konstantīnsa Gluhovsa na punkty po 3-rundowym pojedynku.

### Boks
W październiku 2009 zadebiutował w zawodowym boksie. W swojej pierwszej walce zremisował w Moskwie z innym debiutantem, Chizirem Plijewem.
Po ponad 9 latach stoczył drugą bokserską walkę, pokonując już w pierwszej rundzie przez TKO Michaiła Koklajewa.

### Boks na gołe pięści
23 lutego 2022 zadebiutował w formule boksu na gołe pięści (bez rękawic), pokonując na pełnym dystansie decyzją jednogłośną Jeffa Monsona.

## Życie prywatne
Ma trójkę rodzeństwa. Jego starszy brat Fiodor Jemieljanienko jest utytułowanym sambistą i zawodnikiem MMA. Od 2007 Aleksandr jest żonaty z Olgą. Ma dwójkę dzieci. W 2009 został absolwentem Państwowego Uniwersytetu w Biełgorodzie na kierunku ekonomia.

## Kontrowersyjne zachowanie
Jemieljanieko jest postacią w MMA dość kontrowersyjną, głównie z powodu swojego zachowania i zarzucanych mu poglądów. Rok po zdobyciu Mistrzostwa Europy w sambo (1999) został skazany na karę pięciu lat pozbawienia wolności za napaść z bronią w ręku. Wyszedł po trzech i pół roku więzienia. W 2003 pojawiły się problemy z zakontraktowaniem Jemieljanienki w PRIDE FC z powodu jego kryminalnej przeszłości, ale ostatecznie z pomocą swojego brata Fiodora, który w tamtym czasie był już znany i ceniony w Japonii, Aleksandr podpisał kontrakt. W 2008 na dzień przed galą Affliction, na której miał się zmierzyć z Paulem Buentello, nie został dopuszczony do pojedynku przez komisję licencyjną stanu Kalifornia. Oficjalnym powodem miało być niedostarczenie na czas wszystkich dokumentów, przy czym pierwsze doniesienia medialne wskazywały na to, iż Jemieljanienko choruje na zapalenie wątroby. Ostatecznie Rosjanin otrzymał zakaz odbywania pojedynków w całym kraju na czas nieokreślony.
W 2010 na kanale NTV został wyemitowany reportaż o Jemieljanience i jego domniemanych nacjonalistycznych poglądach i powiązaniach z innym zawodnikiem MMA, Romanem Zieńcowem, który takowe poglądy wygłaszał oficjalnie. Jemieljanienko kategorycznie zaprzeczył, oświadczył, iż poglądów Zieńcowa nie podziela i nazwał reportaż "oszczerstwem". W sierpniu tego samego roku spotkał się z włodarzami polskiej federacji KSW - Martinem Lewandowskim i Maciejem Kawulskim odnośnie do podpisania kontraktu na walkę w Polsce przeciwko Mariuszowi Pudzianowskiemu. Ostatecznie nie doszło do podpisania kontraktu z powodu rzekomego wykrycia u Jemieljanienki zapalenia wątroby typu C, o czym poinformował w jednym z wywiadów sam Kawulski Następnie Rosjanin zaprzeczył, jakoby chorował na żółtaczkę i domagał się oficjalnych przeprosin od włodarzy KSW.
19 listopada miał zmierzyć się w Polsce na gali Strefa Walk z Niemcem Chrisem Male, lecz z powodu występu Jemieljanienki w finałowym odcinku rosyjskiej edycji Mam Talent galę przełożono na inny termin. W lutym 2011 został dyscyplinarnie zawieszony przez Rosyjską Federację Sambo na okres jednego roku. Nie podano oficjalnego powodu zawieszenia, jednak było to m.in. pokłosie incydentu sprzed Olimpiady Sportów Walki, która miała miejsce w 2010 roku w Pekinie (wtedy zdenerwowany Jemieljanienko opluł i spoliczkował obywatela Chin). Został za to zatrzymany przez policję, ale z powodu tego, iż był znanym sportowcem nie aresztowano go. 28 października 2011 ostatecznie została zaplanowana wcześniej odwołana gala Strefa Walki. Wcześniej, bo w sierpniu 2011 organizatorzy gali przedstawili wyniki badań Jemieljanienki przeprowadzone w Warszawie, z których wynikało, iż jest w pełni zdrowy. Na trzy dni przed planowaną galą, 25 października, Rosjanin wystosował oświadczenie z którego wynikało, że organizatorzy nie wywiązali się z zobowiązań finansowych, wynikających z kontraktu. Dodał również, że wizerunek jego brata Fiodora był nielegalnie wykorzystywany do promocji gali i z tych powodów on jak i inni rosyjscy zawodnicy którzy mieli walczyć w Polsce nie będą uczestniczyć w gali. Dwa dni później galę całkowicie odwołano.
19 grudnia 2012 Jemieljanienko ogłosił zakończenie kariery. Głównym powodem tej decyzji miały być problemy ze zdrowiem spowodowane odnawiającymi się starymi kontuzjami. W styczniu 2013 w jednym z wywiadów właściciel M-1 Global Vadim Filkelsztejn poinformował o zwolnieniu Aleksandra z jego organizacji. Za powód podał nieprzestrzeganie warunków umowy i skandaliczne zachowanie - w grudniu będąc pod wpływem alkoholu Jemieljanienko miał wywołać burdę podczas lotu i wizyty w Kraju Ałtajskim, pobić pracownika portu lotniczego oraz prowadzić seminarium w stanie upojenia alkoholowego.
Po oficjalnym zakończeniu kariery od grudnia do marca 2013 przebywał w prawosławnym klasztorze na greckim półwyspie Athos, gdzie zajmował się pracami konserwatorskimi, pomagał mnichom w budowie nowych obiektów na terenie klasztoru oraz piekł chleb. Jak stwierdził, pobyt w klasztorze zmienił go i postanowił wrócić na ring. Następnie związał się z dwoma organizacjami: ProFC oraz Legend Fighting Show.
2 sierpnia 2013 w dzień swoich 32. urodzin, Jemieljanienko miał dopuścić się gwałtu na młodej dziewczynie. Dziewczyna twierdziła, że była więziona całą dobę przez sportowca w jego apartamencie oraz wskazała miejsce rzekomego gwałtu. Policja natychmiast skierowała się do miejsca przebywania Jemieljanienki, który miał być - jak zeznawali świadkowie, pod wpływem alkoholu w czasie zatrzymania. Podczas przesłuchania, Rosjanin zaprzeczył jakoby miał się dopuścić gwałtu. Dzień później dziewczyna wycofała oskarżenie oraz wyszło na jaw, że zarabia na życie poprzez świadczenie usług seksualnych.
23 października 2013 w jednej z kawiarni na terenie Moskwy doszło do bójki z grupą klientów, której prowodyrem był Jemieljanienko, który po incydencie uciekł z miejsca zdarzenia. W wyniku awantury ucierpiało kilka osób w tym 63-letni mężczyzna, który został przewiedziony do szpitala z licznymi obrażeniami ciała. Według jednego ze świadków, Jemieljanienko miał uderzyć jego ojca z powodu tego, iż za głośno się zachowywali w czasie imprezy urodzinowej organizowanej w kawiarni. Incydent miał miejsce na 14 dni przed jego zaplanowanym rewanżowym pojedynkiem z Mirko Filipoviciem na gali Legend Fighting Show 2, zmuszając organizatorów do rozwiązania kontraktu z Rosjaninem i znalezieniem zastępstwa dla Chorwata.
W maju 2015 został skazany na karę czterech i pół roku pozbawienia wolności i 50 tysięcy rubli grzywny za zgwałcenie 27-letniej pokojówki Poliny Stiepanowej 2 marca 2014 roku oraz przetrzymywanie jej paszportu.
27 października 2016 został zwolniony warunkowo z więzienia.

## Osiągnięcia
Mieszane sztuki walki:
- 2010: mistrz ProFC w wadze ciężkiej[22]

Sambo bojowe:
- 1999: Mistrzostwa Europy FIAS - 1. miejsce
- 2003: Mistrzostwa Rosji - 1. miejsce w kat. +100 kg
- 2003: Mistrzostwa Świata FIAS - 1. miejsce w kat. +100 kg
- 2003: Mistrzostwa Rosji - 1. miejsce w kat. +100 kg
- 2004: Mistrzostwa Świata FIAS - 1. miejsce w kat. +100 kg
- 2003: Mistrzostwa Rosji - 1. miejsce w kat. +100 kg
- 2006: Mistrzostwa Świata FIAS - 1. miejsce w kat. +100 kg
- 2010: Mistrzostwa Rosji - 1. miejsce w kat. +100 kg
- 2010: I Igrzyska Sportów Walki - 2. miejsce w kat. +100 kg
- 2012: Mistrzostwa Rosji - 2. miejsce w kat. +100 kg

## Lista walk w MMA
| Wynik     | Bilans | Przeciwnik          | Rozstrzygnięcie                       | Runda | Czas | Rozgrywki                                             | Data       | Miejsce          | Uwagi                                                  |
| --------- | ------ | ------------------- | ------------------------------------- | ----- | ---- | ----------------------------------------------------- | ---------- | ---------------- | ------------------------------------------------------ |
| Przegrana | 28-9-1 | Márcio Santos       | Poddanie (duszenie zza pleców)        | 1     | 3:58 | AMC - Fight Nights 106: Head of the Komi Republic Cup | 27.11.2021 | Syktywkar        |                                                        |
| Przegrana | 28-8-1 | Magomied Ismaiłow   | TKO (ciosy pięściami)                 | 3     | 3:25 | ACA 107: Emelianenko vs. Ismailov                     | 24.07.2020 | Soczi            |                                                        |
| Remis     | 28-7-1 | Tony Johnson        | Remis (większościowy)                 | 3     | 5:00 | World Fighting Championship Akhmat 50                 | 18.08.2018 | Moskwa           |                                                        |
| Wygrana   | 28-7   | Viktor Pešta        | TKO (ciosy pięściami)                 | 2     | 3:52 | RCC: Russian Cagefighting Championship 3              | 09.07.2018 | Jekaterynburg    |                                                        |
| Wygrana   | 27-7   | Gabriel Gonzaga     | TKO (ciosy i kolana)                  | 2     | 3:43 | RCC: Russian Cagefighting Championship 2              | 05.05.2018 | Jekaterynburg    |                                                        |
| Wygrana   | 26-7   | Szymon Bajor        | KO (ciosy pięścią i ciosy w parterze) | 1     | 3:03 | Battle on Volga 3                                     | 04.03.2018 | Togliatti        |                                                        |
| Wygrana   | 25-7   | Virgil Zwicker      | TKO (ciosy pięściami)                 | 1     | 2:56 | WFCA 44                                               | 17.12.2017 | Grozny           |                                                        |
| Wygrana   | 24-7   | Gerônimo Dos Santos | TKO (ciosy pięściami)                 | 1     | 0:36 | WFCA 42                                               | 27.09.2017 | Moskwa           |                                                        |
| Przegrana | 23-7   | Dmitrij Sosnowski   | TKO (ciosy pięściami)                 | 1     | 1:43 | Coliseum FC - New History 2                           | 25.01.2014 | Petersburg       |                                                        |
| Wygrana   | 23-6   | Jose Rodrigo Guelke | TKO (ciosy pięściami)                 | 1     | 4:10 | ProFC 49: Resurrection                                | 04.07.2013 | Chimki           |                                                        |
| Wygrana   | 22-6   | Bob Sapp            | TKO (ciosy pięściami)                 | 1     | 1:18 | Legend Fight Show: Emelianenko vs. Sapp               | 25.05.2013 | Moskwa           |                                                        |
| Przegrana | 21-6   | Jeff Monson         | Poddanie (duszenie północ-południe)   | 2     | 3:17 | M-1 Challenge 35: 15 Years Of MMA                     | 15.11.2012 | Petersburg       |                                                        |
| Wygrana   | 21-5   | Konstantīns Gluhovs | Decyzja (jednogłośna)                 | 3     | 5:00 | M-1 Challenge 34                                      | 30.09.2012 | Moskwa           |                                                        |
| Wygrana   | 20-5   | Ibragim Magomiedow  | TKO (przerwanie przez lekarza)        | 2     | 5:00 | M-1 Challenge 33                                      | 06.06.2012 | Dżejrah          |                                                        |
| Wygrana   | 19-5   | Tadas Rimkevicius   | TKO (ciosy pięściami)                 | 2     | 1:52 | M-1 Challenge 31                                      | 16.03.2012 | Petersburg       |                                                        |
| Wygrana   | 18-5   | Tolegen Akylbekow   | Poddanie (kimura)                     | 1     | 4:32 | Bushido Vol. 50                                       | 21.12.2011 | Ałmaty           |                                                        |
| Przegrana | 17-5   | Magomied Malikow    | KO (ciosy pięściami)                  | 1     | 0:23 | M-1 Challenge 28                                      | 12.11.2011 | Astrachań        |                                                        |
| Przegrana | 17-4   | Peter Graham        | TKO (niezdolność do walki)            | 2     | 2:59 | Draka 5                                               | 18.12.2010 | Chabarowsk       | specjalne zasady − walka w parterze tylko do 30 sekund |
| Wygrana   | 17-3   | Miodrag Petković    | TKO (ciosy pięściami)                 | 1     | 3:00 | APF: Azerbaijan vs Europe                             | 22.05.2010 | Baku             |                                                        |
| Wygrana   | 16-3   | Eddy Bengtsson      | KO (cios pięścią)                     | 1     | 0:40 | ProFC - Commonwealth Cup                              | 23.04.2010 | Moskwa           | został mistrzem ProFC w wadze ciężkiej                 |
| Wygrana   | 15-3   | Ibragim Magomiedow  | TKO (ciosy pięściami)                 | 1     | 0:51 | ProFC - Russia vs Europe                              | 29.03.2009 | Rostów nad Donem |                                                        |
| Wygrana   | 14-3   | Sang Soo Lee        | KO (ciosy pięściami)                  | 1     | 2:40 | M-1 Challenge 9                                       | 21.11.2008 | Petersburg       |                                                        |
| Wygrana   | 13-3   | Silvao Santos       | KO (ciosy pięściami)                  | 1     | 1:34 | M-1 Challenge 2                                       | 03.04.2008 | Petersburg       |                                                        |
| Wygrana   | 12-3   | Dan Bobish          | Poddanie (duszenie gilotynowe)        | 1     | 1:09 | HCF - Title Wave                                      | 19.10.2007 | Calgary          |                                                        |
| Wygrana   | 11-3   | Jessie Gibbs        | Poddanie (kimura)                     | 1     | 3:37 | M-1 MFC - Battle on the Neva                          | 21.07.2007 | Petersburg       |                                                        |
| Wygrana   | 10-3   | Eric Pele           | KO (cios pięścią)                     | 1     | 4:07 | BodogFight: Clash of the Nations                      | 14.04.2007 | Petersburg       |                                                        |
| Przegrana | 9-3    | Fabricio Werdum     | Poddanie (duszenie trójkątne rękoma)  | 1     | 3:24 | 2H2H Pride & Honor                                    | 12.11.2006 | Rotterdam        |                                                        |
| Wygrana   | 9-2    | Siergiej Charitonow | TKO (ciosy pięściami)                 | 1     | 6:45 | PRIDE Final Conflict Absolute                         | 10.09.2006 | Saitama          | walka rezerwowa PRIDE 2006 Openweight GP               |
| Przegrana | 8-2    | Josh Barnett        | Poddanie (klucz na rękę)              | 2     | 1:57 | PRIDE Total Elimination Absolute                      | 05.05.2006 | Osaka            | I runda PRIDE 2006 Openweight GP                       |
| Wygrana   | 8-1    | Paweł Nastula       | Poddanie (duszenie zza pleców)        | 1     | 8:45 | PRIDE Shockwave 2005                                  | 31.12.2005 | Saitama          |                                                        |
| Wygrana   | 7-1    | Rene Rooze          | KO (cios kolanem)                     | 1     | 0:28 | Bushido Europe Rotterdam Rumble                       | 09.10.2005 | Rotterdam        |                                                        |
| Wygrana   | 6-1    | Ricardo Morais      | KO (ciosy pięściami)                  | 1     | 0:15 | PRIDE Bushido 6                                       | 03.04.2005 | Jokohama         |                                                        |
| Wygrana   | 5-1    | James Thompson      | KO (cios pięścią)                     | 1     | 0:11 | PRIDE 28: High Octane                                 | 31.10.2004 | Saitama          |                                                        |
| Wygrana   | 4-1    | Carlos Barreto      | Decyzja (jednogłośna)                 | 3     | 5:00 | M-1 MFC Middleweight GP                               | 09.10.2004 | Petersburg       |                                                        |
| Przegrana | 3-1    | Mirko Filipović     | KO (kopnięcie okrężne w głowę)        | 1     | 2:09 | PRIDE Final Conflict 2004                             | 15.08.2004 | Saitama          |                                                        |
| Wygrana   | 3-0    | Matt Foki           | Poddanie (duszenie zza pleców)        | 1     | 3:16 | PRIDE Bushido 3                                       | 23.05.2004 | Jokohama         |                                                        |
| Wygrana   | 2-0    | Angelo Araujo       | TKO (rozcięcie)                       | 2     | 4:28 | Inoki Bom-Ba-Ye 2003                                  | 31.12.2003 | Kobe             |                                                        |
| Wygrana   | 1-0    | Assuerio Silva      | Decyzja (niejednogłośna)              | 2     | 5:00 | PRIDE Bushido 1                                       | 10.05.2003 | Saitama          |                                                        |

## Lista walk w boksie
| Wynik   | Bilans | Przeciwnik       | Rozstrzygnięcie       | Runda | Czas | Data       | Miejsce | Uwagi |
| ------- | ------ | ---------------- | --------------------- | ----- | ---- | ---------- | ------- | ----- |
| Wygrana | 1-0-1  | Michaił Koklajew | TKO                   | 1/4   | 2:47 | 29.11.2019 | Moskwa  |       |
| Remis   | 0-0-1  | Chizir Plijew    | Remis (większościowy) | 4/4   | 3:00 | 03.10.2009 | Moskwa  |       |

## Lista walk w boksie na gołe pięści
| Wynik   | Bilans | Przeciwnik  | Rozstrzygnięcie       | Rozgrywki      | Runda | Czas | Data       | Miejsce | Uwagi |
| ------- | ------ | ----------- | --------------------- | -------------- | ----- | ---- | ---------- | ------- | ----- |
| Wygrana | 1-0    | Jeff Monson | Decyzja (jednogłośna) | Russia vs. USA | 3     | 3:00 | 23.02.2022 | Moskwa  |       |